# Pere Sans i Jordà
Pere Sans i Jordà (Ascó, 1697 - Fǔzhōu, Xina, 1747) va ser un frare dominic, missioner a la Xina, on va morir màrtir. Va ser beatificat en 1893 i canonitzat en 2000 per Joan Pau II.

## Vida
Pere Josep Andreu Sans i Jordà va néixer el 3 de setembre de 1680, fill d'Andreu Sans, pagès, i Caterina Jordà (que va morir al part), a la vila d'Ascó. Entre 1690 i 1692 va ser educat per un oncle que era capellà a Lleida; el jove, atret per la vida religiosa, va ingressar al convent dels dominics de Lleida, on va professar el 6 de juliol de 1698, adoptant el nom de Pere Màrtir, i fou ordenat sacerdot el 20 de setembre de 1704. A petició seva, va passar al convent de Sant Ildefons de Saragossa, que tenia una observança més rigorosa.
Als 32 anys, va voler anar ser missioner i va ser enviat a l'Extrem Orient: en 1712 va deixar Espanya i arribà a Manila al final d'agost de 1713. Va passar dos anys a Manila, on aprengué el xinès, ja que la seva intenció era anar a predicar a la Xina. El juny de 1715 arribà a la regió del Fujian. El 1716 va ser nomenat vicari apostòlic provincial de Fujian, càrrec que ocupà durant 14 anys. A la Xina era conegut com a Petolo pels seus feligresos.
Com a missioner, va aconseguir conversions, malgrat que les persecucions contra els cristians havien tornat a començar. Buscat, va haver de refugiar-se a Canton, on encara eren tolerats els missioners europeus. Aquí va ser nomenat bisbe de Mauricastro (24 de febrer de 1730). Com que continuava la missió evangelitzadora, va ser desterrat a Macau en 1732, lloc on publicaria L'apologia de la religió. No tornà a Fujian fins al maig de 1739, reprenent l'activitat missionera amb discreció i d'amagat. En incrementar-se la persecució, el bisbe Sans deixà l'amagatall de Mokiong per tal d'ajudar els seus feligresos, i fou capturat el 30 de juny de 1746.
Conduït a Fǔzhōu, capital del Fujian, fou interrogat i torturat i, condemnat a mort el 18 de desembre de 1746, va ser decapitat el 26 de maig de 1747; un any després serien executats quatre companys de presó, també dominics. Als 16 anys de la seva execució cessarien les persecucions dels catòlics a la Xina.

## Culte
Les relíquies de tots cinc van ser recollides pels fidels i portades a Manila, on es veneraven a l'església de Sant Domènec fins que, el 1941, durant la Segona Guerra Mundial, un bombardeig la va destruir completament.
El 1748 el papa Benet XIV el va declarar màrtir consumat. Fou beatificat a Roma pel papa Lleó XIII el 14 de maig de 1893. A la Xina fou conegut amb el nom de Petolo i al seu poble nadiu, Ascó, com Pere Màrtir. L'1 d'octubre del 2000 fou canonitzat pel papa Joan Pau II.